# Paolo Simion
Paolo Simion (Castelfranco Veneto, 10 ottobre 1992) è un ex ciclista su strada e pistard italiano.
Velocista, su strada è stato professionista dal 2015 al 2021 vincendo una tappa al Giro di Croazia, mentre su pista ha vinto una prova di Coppa del mondo nell'omnium.

## Biografia
Paolo Simion nasce a Castelfranco Veneto il 10 ottobre 1992 e cresce a Martellago in provincia di Venezia dove la famiglia è proprietaria di un'azienda agricola che produce radicchio tardivo; appassionato di enigmistica, dopo il diploma ad indirizzo chimico al liceo scientifico si iscrive alla facoltà di ingegneria chimica presso l'Università degli Studi di Padova. È stato fidanzato con Martina Tosin, anche lei ciclista, fino al 2015.

## Caratteristiche
Alto e possente, 185 centimetri di altezza e un peso forma di quasi 80 chilogrammi, era fisicamente simile ai corridori cui si ispirava, in modo particolare Tom Boonen e Thor Hushovd, e come loro risultava forte in volata, resistente nelle salite non troppo lunghe e impegnative, trovandosi a suo agio con situazioni climatiche avverse. Nelle categorie giovanili era considerato un passista veloce per poi trasformarsi in velocista adatto alle volate di gruppo. In pista prediligeva cimentarsi nelle prove endurance e in particolare nell'omnium, disciplina che comprende varie specialità.

## Carriera

### Gli esordi
Pratica calcio, pallacanestro e nuoto per poi avvicinarsi a dieci anni al ciclismo, sport estraneo a tutta la famiglia, iscrivendosi alla squadra del suo paese, l'UC Martellago; disputa la prima gara con una mountain bike, arrivando quinto ed ultimo dopo una caduta, per poi dedicarsi all'attività su strada ed in pista vincendo la prima gara nel 2005. In questo periodo gli viene affibbiato il soprannome di Rosso Volante per i lunghi capelli rossi che svolazzavano fuori dal casco. Nella categoria allievi gareggia con il C.S. Libertas Scorzè ottenendo quattordici vittorie su strada.
Nel 2009, primo anno da juniores, con l'U.C. Giorgione riesce a vincere una corsa su strada e a salire frequentemente sul podio, mentre in pista si aggiudica il titolo italiano a squadre nella velocità e nell'inseguimento ed è secondo nell'inseguimento individuale. Il secondo anno da juniores, il 2010, ancora con la maglia dell'U.C. Giorgione, è ricca di soddisfazioni con dieci vittorie su strada, tra cui il titolo italiano in linea, la partecipazione ai Campionati europei, dove sfiora il podio, ai mondiali,  e a Le Pavé de Roubaix, versione juniores della difficile Parigi-Roubaix. Si aggiudica anche l'Oscar TuttoBici di categoria, challenge che prende in considerazione i risultati ottenuti nelle maggiori competizioni italiane su strada. Per quanto concerne la pista, agli europei di San Pietroburgo conquista la medaglia d'oro nell'omnium e quella d'argento nell'inseguimento a squadre, mentre agli italiani si aggiudica l'argento nell'inseguimento individuale, l'oro nell'inseguimento a squadre e nello scratch.

### 2011-2014: l'attività tra gli Under-23
Dopo una brillante esperienza nelle categorie giovanili, nel 2011 passa tra gli élite/Under-23 con la squadra castellana Zalf-Désirée-Fior, con l'obiettivo principale di fare esperienza per il futuro; pur essendo debuttante vince due corse, l'Alta Padovana Tour e il Gran Premio di San Luigi, e sale altre quattro volte sul podio. In occasione dei Campionati del mondo su strada Under-23 di Copenaghen viene selezionato come riserva in patria. Partecipa ai Campionati europei su pista Under-23 e agli italiani assoluti dove conquista la medaglia d'argento nell'inseguimento a squadre.
Disputa la seconda stagione tra gli Under-23, il 2012, ancora con la maglia della Zalf-Euromobil-Désirée-Fior, diventando uno dei velocisti della squadra; ottiene sette vittorie su strada, tra cui il Circuito del Porto, prestigiosa classica dilettantistica internazionale inserita nello Europe Tour, e una breve tappa a cronometro al Giro delle Pesche Nettarine. Si aggiudica anche la classifica riservata ai giovani del Prestigio d'Oro-Fiera del Riso. Il risultato più importante della stagione arriva in ottobre quando, con la maglia azzurra, vince la prima prova di Coppa del mondo su pista nella specialità dell'omnium, primo italiano dopo molti anni a ottenere un successo internazionale in una prova endurance; ancora su pista, dopo due settimane conquista la medaglia di bronzo nell'inseguimento a squadre ai Campionati europei Elite di Panevėžys.
All'inizio del 2013 viene selezionato per partecipare ad un ritiro con la Cannondale dove ha la possibilità di allenarsi con i professionisti della squadra World Tour e partecipa ai Campionati del mondo su pista di Minsk. Confermato per il terzo anno consecutivo dalla Zalf-Euromobil-Désirée-Fior, dove viene considerato un corridore valido e promettente, soprattutto per le doti in volata, bissa la vittoria nel Circuito del Porto, vince una tappa al Giro del Friuli Venezia Giulia, ottenendo in totale otto successi e altrettanti tra secondi e terzi posti. Conquista nuovamente la classifica dei giovani nel Prestigio d'Oro - Fiera del Riso In ottobre partecipa ai Campionati europei su pista di Apeldoorn per poi vincere, pochi giorni dopo, la medaglia d'oro agli italiani nell'inseguimento a squadre, quella d'argento nell'americana e quella di bronzo nell'inseguimenti individuale.
Dopo tre anni con la compagine veneta, nel 2014 passa alla Mastromarco-Sensi-Dover, squadra toscana con una sede anche in Veneto, che ritiene più adeguata per avvicinarsi al professionismo; con questa squadra vince il Gran Premio Sportivi di Poggio alla Cavalla e il Gran Premio di Montanino. Con la maglia azzurra partecipa ai Campionati del mondo su pista di Cali, al Gran Premio Costa degli Etruschi, gara professionistica, alle prove di Coppa delle Nazioni disputate in aprile, Giro delle Fiandre, La Côte Picarde e ZLM Tour, e ai Campionati europei su strada. In estate vince la prima prova della Uiv Talents Cup, un'americana disputata a Fiorenzuola in coppia con Liam Bertazzo; alla Sei Giorni delle Rose cade rovinosamente ma nonostante i traumi e le ferite completa la prova dimostrando un grande resistenza al dolore tanto gli organizzatori gli concedono un giro d'onore; conclude la gara al quinto posto e pochi giorni dopo partecipa agli europei su pista Under-23. In luglio stipula un contratto per diventare professionista dal 2015 con la Bardiani-CSF, formazione con licenza Professional che lo fa debuttare come stagista in occasione della Coppa Bernocchi.

### 2015-2019: il professionismo con la Bardiani-CSF

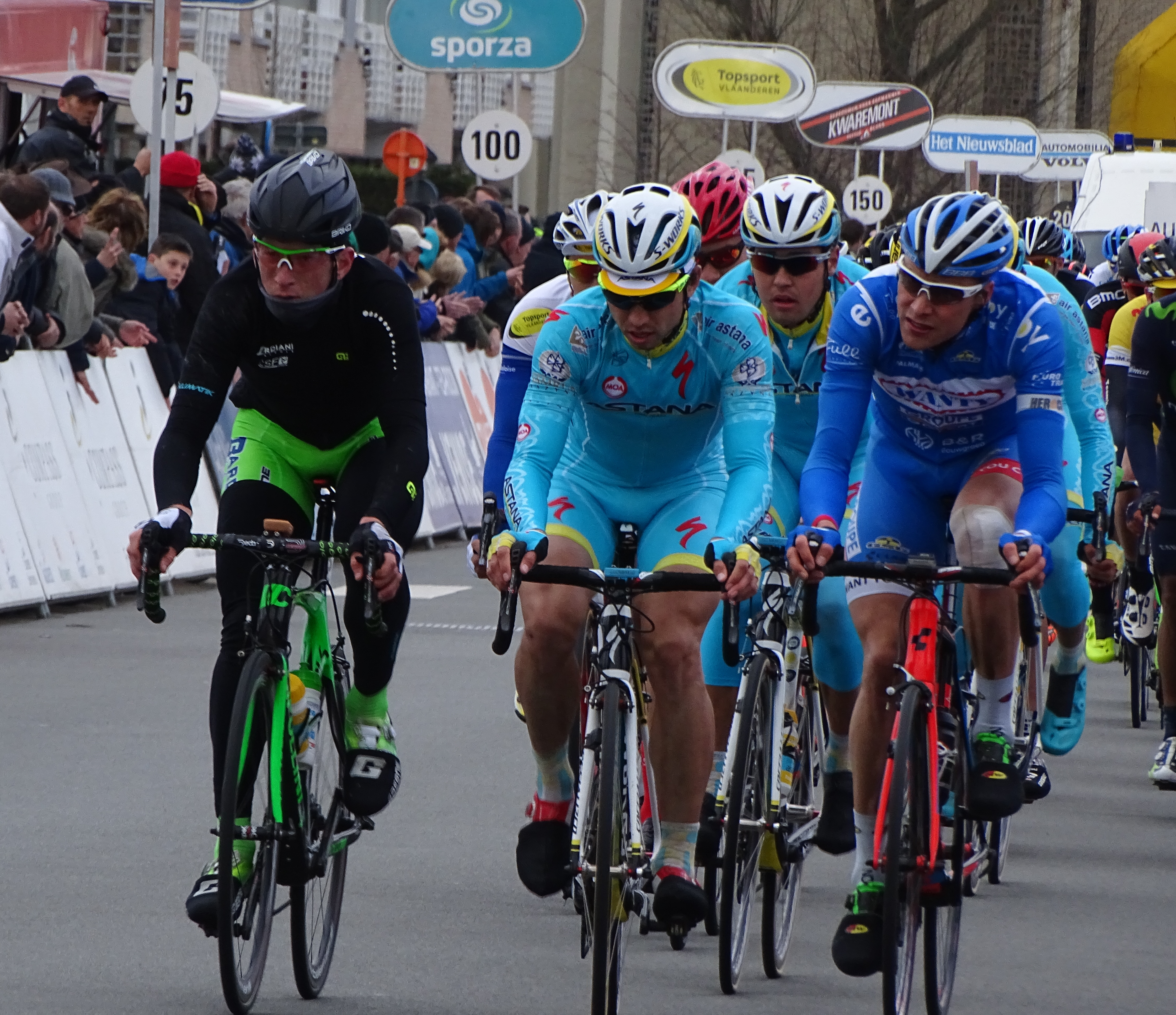
Paolo Simion, a sinistra, in testa al gruppo in occasione della Tre giorni di La Panne 2015.

Scelto in Bardiani perle qualità in volata, la capacità di adattarsi al ruolo di gregario per gli altri velocisti e per il bagaglio di esperienza internazionale accumulata negli anni precedenti sia su strada che su pista, Simion debutta in gara il 4 febbraio in occasione del Dubai Tour cogliendo, all'esordio tra i professionisti, l'ottavo posto nella prima volata e indossando la maglia bianca di leader della classifica dei giovani; coinvolto in una caduta nell'ultima tappa si procura la frattura della clavicola che lo costringe ad alcune settimane di convalescenza. Partecipa alla Milano-Sanremo portandola a termine nelle ultime posizioni ad un quarto d'ora dal vincitore John Degenkolb. In luglio sfiora la vittoria nella prima tappa del Giro d'Austria, battuto in volata da Sondre Holst Enger ma precedendo Gerald Ciolek. Ai Campionati italiani su pista conquista la medaglia d'argento nella specialità dell'omnium e quella d'oro nell'inseguimento a squadre.
Nel 2016 veste ancora la maglia della Bardiani-CSF. Partecipa per la prima volta alla Gand-Wevelgem e al Giro d'Italia portando a termine entrambe le gare. Al Velodromo Ottavio Bottecchia vince la prova dell'americana del Criterium di Pordenone con Marco Coledan e si classifica al secondo posto della Tre sere in coppia con Francesco Lamon, con cui era stato a lungo in testa alla manifestazione. In luglio la Bardiani-CSF ufficializza il prolungamento per un'altra stagione del contratto di Paolo Simion che pochi giorni dopo si piazza al sesto posto, migliore tra gli italiani in gara, alla RideLondon-Surrey Classic. Sale poi sul terzo gradino del podio alla Coppa Bernocchi, preceduto dal Campione italiano Giacomo Nizzolo e dal compagno di squadra Nicola Ruffoni, dopo averlo aiutato in volata. Conclude la stagione al quarto posto nella classifica dei giovani della Coppa Italia contribuendo al successo della Bardiani-CSF in quella riservata alle squadre.

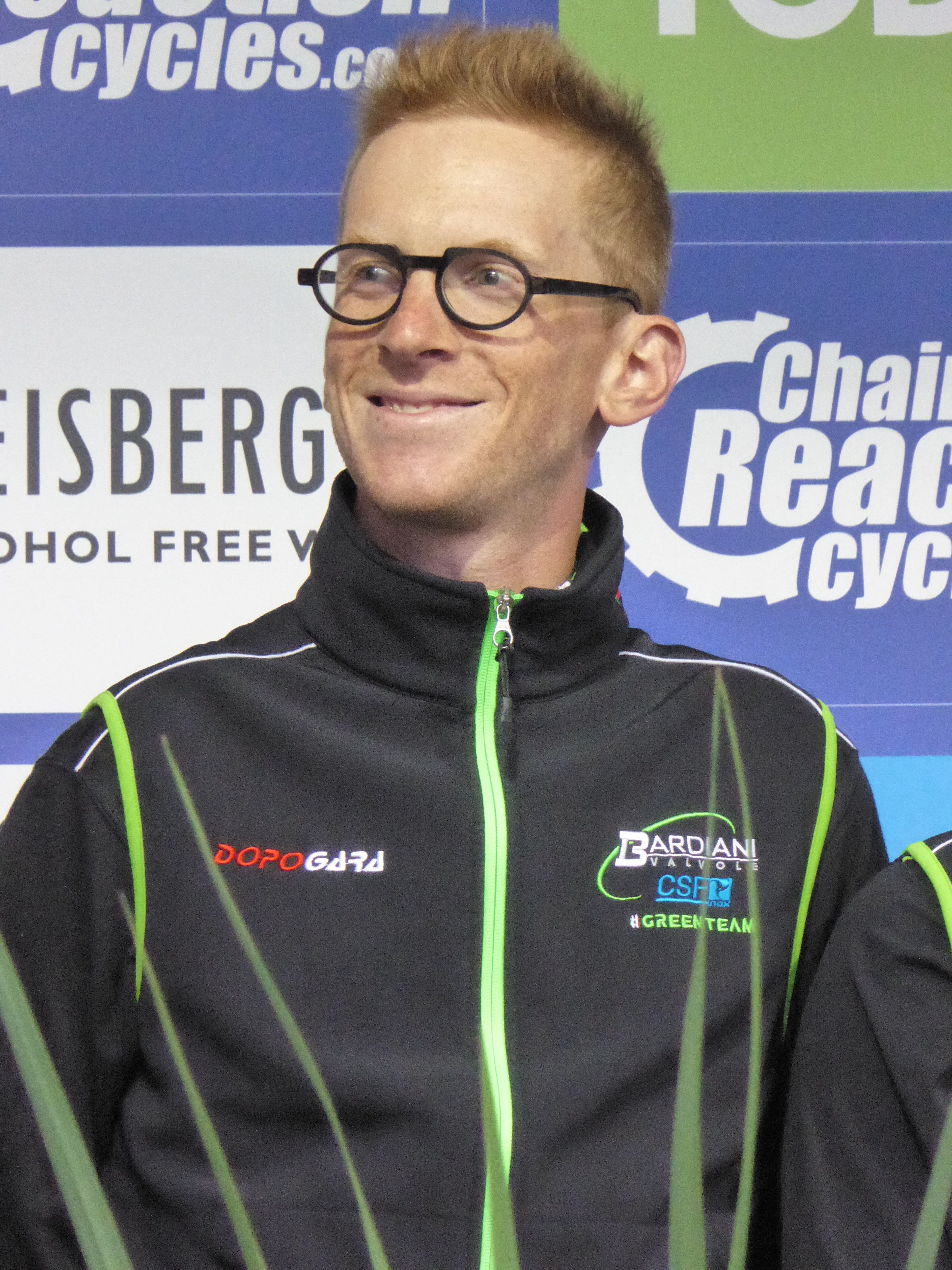
Simion al Tour of Britain 2016.

Nel 2017 ottiene alcuni piazzamenti top 10 al Dubai Tour, al Tour de Langkawi, al Tour of Utah, al Giro di Turchia e al Tour of Hainan, ma senza vittorie. In stagione partecipa anche alla Milano-Sanremo e all'Amstel Gold Race, che però non conclude. Confermato ancora in Bardiani, apre il 2018 con altri piazzamenti top 10 all'International Rhodes Grand Prix in linea, in due tappe dell'International Tour of Rhodes e in tre frazioni del Tour de Langkawi. Il 22 aprile 2018, sul traguardo di Zagabria, ottiene la prima vittoria da professionista nell'ultima tappa del Giro di Croazia; corre poi il suo secondo Giro d'Italia, classificandosi ottavo nella volata finale a Roma. Il finale di stagione lo vede invece tre volte piazzato in frazioni del Tour of Britain, e terzo nella Coppa Bernocchi a Legnano vinta da Sonny Colbrelli.
Apre la stagione 2019 al Tour Colombia, nel quale coglie un ottavo posto di tappa; dopo aver corso la Tirreno-Adriatico, anche al Tour de Langkawi mette a referto due piazzamenti tra i primi dieci, come anche al successivo Giro d'Italia, in cui si piazza settimo nella volata della quinta tappa a Terracina. Tra settembre e ottobre è quindi quinto nel Tour of Xingtai a tappe, e secondo in volata nella tappa di Gorski Kotar al Giro di Croazia, battuto da Dušan Rajović.

### 2020-2022: gli ultimi anni e il ritiro
A fine 2019, non confermato dalla Bardiani, firma per il 2020 un contratto "a chiamata" con il Tianyoude Hotel Cycling Team, sodalizio Continental dove ritrova il connazionale Nicolas Marini. Lo scoppio della pandemia di COVID-19 gli impedisce però di gareggiare con la nuova maglia, tenendolo lontano dalle corse. Nell'ottobre 2020 si laurea in Scienze delle attività motorie. Ritorna in gruppo nel 2021 con la Giotti Victoria-Savini Due, formazione Continental italo-rumena diretta da Stefano Giuliani; in stagione partecipa a gare italiane ed est europee del calendario Europe Tour, senza però andare oltre un quinto posto di tappa alla Belgrado-Banja Luka. Lascia definitivamente le corse a fine 2021.
Nel 2022, su invito dell'ex compagno di squadra Enrico Barbin e dopo un periodo di formazione, assume il ruolo di regolatore di corsa per RCS Sport, ricoprendo tale ruolo nelle prove organizzate dalla società.

### Dal 2023: cyclor per Luna Rossa
Nel 2023 viene assunto da Luna Rossa in qualità di cyclor.

## Palmarès

### Strada
- 2011 (Zalf-Désirée-Fior Under-23, due vittorie)

Alta Padovana Tour
Gran Premio di San Luigi
- 2012 (Zalf-Euromobil-Désirée-Fior Under-23, sette vittorie)

Gran Premio Camon
Trofeo Gino Visentini
Circuito del Porto-Trofeo Internazionale Arvedi
Parma-La Spezia
Prologo Giro Ciclistico Pesche Nettarine di Romagna (Castel San Pietro Terme > Castel San Pietro Terme, cronometro)
Gran Premio di San Luigi
Coppa San Vito
- 2013 (Zalf-Euromobil-Désirée-Fior Under-23, otto vittorie)

Gran Premio Primavera Go&Fun
Memorial Carlo Valentini
Circuito del Porto-Trofeo Internazionale Arvedi
5ª tappa Giro della Regione Friuli Venezia Giulia (San Canzian > Corno di Rosazzo)
Medaglia d'Oro Fiera di Sommacampagna
Memorial Elia Dal Re
Coppa Città di Bozzolo
Gran Premio Sportivi di Podenzano
- 2014 (Mastromarco-Sensi-Dover Under-23, due vittorie)

Gran Premio Sportivi di Poggio alla Cavalla
Gran Premio di Montanino
- 2018 (Bardiani CSF, una vittoria)

6ª tappa Tour of Croatia (Samobor > Zagabria)

#### Altri successi
- 2013 (Zalf-Euromobil-Désirée-Fior Under-23)

Classifica squadre Giro della Regione Friuli Venezia Giulia
- 2016 (Bardiani-CSF)

Classifica squadre Coppa Italia

### Pista
- 2012

1ª prova Coppa del mondo 2012-2013, Omnium (Cali)
- 2013

Campionati italiani, inseguimento a squadre (Montichiari)
- 2014

1ª prova UIV Talents Cup 2014-2015 (Montichiari)
- 2015

Campionati italiani, Inseguimento a squadre (Montichiari)
- 2016

Criterium di Pordenone, Americana (con Marco Coledan)
- 2018

Tre sere di Pordenone (con Andrea Guardini)

## Piazzamenti

### Grandi Giri
- Giro d'Italia

2016: 129º
2018: 145º
2019: 140º

### Classiche monumento
- Milano-Sanremo

2015: 141º
2017: ritirato

### Competizioni mondiali
- Coppa del mondo su pista

2011-2012 - Inseguimento a squadre: -
2012-2013 - Inseguimento a squadre: 8º
2012-2013 - Omnium: 4º
2013-2014 - Inseguimento a squadre: 11º
- Campionati del mondo su pista

Mosca 2009 - Omnium juniores: ?
Montichiari 2010 - Omnium juniores: 6º
Minsk 2013 - Omnium: 18º
Cali 2014 - Inseguimento a squadre: 11º
- Giochi olimpici

Londra 2012 - Omnium: riserva

## Riconoscimenti
Nel 2008 riceve il Memorial Michele Reghin, borsa di studio riservata al corridore della categoria allievi che abbia dimostrato il migliore compromesso tra risultati agonistici e scolastici, e nel 2012 il Leone d'Oro del Panathlon come atleta emergente. Viene premiato alla cerimonia Giro d'Onore della Federazione Ciclistica Italiana per le medaglie ottenute ai Campionati europei su pista 2010 e 2012 mentre nel 2015 gli viene assegnata la Medaglia di bronzo al valore atletico del Comitato olimpico nazionale italiano.